# Pacific Drive
Pacific Drive — компьютерная игра в жанре симулятора выживания, разработанная студией Ironwood Studios и изданная компанией Kepler Interactive в 2024 году. Действие игры разворачивается на Тихоокеанском Северо-Западе Соединённых Штатов Америки, где игроку предстоит путешествовать по полуострову на автомобиле, пытаясь найти путь к спасению из Зоны. Игра выполнена с видом от первого лица, и игрок должен избегать столкновений с аномалиями, которые могут повредить его автомобиль. Транспортное средство можно ремонтировать и модифицировать в гараже.
Разработка Pacific Drive началась в 2019 году после основания Ironwood Studios. Идея игры принадлежит креативному директору Александру Дракотту, который придумал идею игры во время прогулок по полуострову Олимпик в штате Вашингтон. Первоначально он планировал создать игру самостоятельно, но вскоре осознал необходимость собрать команду, что и было сделано в период пандемии COVID-19.
Pacific Drive была анонсирована в сентябре 2022 года и выпущена 22 февраля 2024 года для PlayStation 5 и Windows. Игра получила положительные отзывы критиков, которые высоко оценили атмосферу, персонажей и дизайн транспортных средств, но раскритиковали повторяющийся и сложный игровой процесс.

## Игровой процесс

Скриншот из игры Pacific Drive, показан интерьер гаража. В центре внимания находится потрепанный старый универсал, покрытый граффити и следами износа. Машина стоит на небольшом постаменте, окруженном инструментами и деталями. В правом нижнем углу игрок держит «ремонтную пасту», используемую для починки деталей автомобиля. Внизу экрана отображаются экипированные игроком инструменты и предметы, такие как ремонтная паста, ломик и другие. Вверху экрана показаны текущие задачи и цели

Скриншот игрового процесса. Фары автомобиля освещают группу человекоподобных манекенов, известных как «Туристы». «Туристы» представляют собой одну из аномалий зоны и способны двигаться, только когда игрок не смотрит на них. Слева от дороги виден автомобиль игрока. Его правая дверь открыта, а на пассажирском сиденье стоит компьютер под названием «АРК», используемый для поиска якорей и исследования зоны

Pacific Drive — игра в жанре симулятора выживания с видом от первого лица, действие которой разворачивается в 1998 году в Олимпийской зоне отчуждения (англ. Olympic Exclusion Zone) полуострова Олимпик на Тихоокеанском Северо-Западе. Игроку предстоит путешествовать пешком или на автомобиле-универсале по карте, представляющей собой набор локаций-развилок. В локациях можно найти заброшенные здания, отдельные контейнеры и автомобили, из которых можно добывать ресурсы. Также имеются «якоря» — аномальные устройства, содержащие некоторое количество уникальной для игры энергии, которых существует три типа. Собрав достаточное количество якорей, игрок может открыть портал, ведущий обратно в гараж. Однако по истечении определённого времени или после открытия портала локация начинает дестабилизироваться, безопасная зона сужается, уступая место фатальной буре, что вынуждает игрока как можно скорее покинуть развилку. Первоначально доступны только смежные развилки, соединённые дорогами, но после успешного использования портала открываются новые участки карты.
В своём гараже игрок может ремонтировать, улучшать или кастомизировать автомобиль; которые также возможны во время путешествий по игровому миру. Расходные материалы, части кузова или инструменты можно изготовить из ресурсов, найденных в игровом мире. На фабрикаторе в гараже игрок за счёт добытых в поездках различных типов энергий может открывать новые чертежи или особые предметы для модификации автомобиля, гаража или инструмента. Инструменты вроде утилизатора или «ударного молота» используются для добычи ресурсов из предметов окружающего мира. Периодически в автомобиле проявляются «парадоксы», например, гудок при повороте руля или открытие дверей при включении радио. Чтобы устранить парадокс, игроку необходимо правильно ввести его причину и следствие на специальном компьютере, называемом «станцией парадоксов».

## Сюжет
В 1947 году правительственная ассоциация «Бюро разработки передового резонанса» (англ. ARDA) начала разработку новых технологий на Олимпийском полуострове, так называемых ЛИМ-технологий. Однако к 1955 году появились слухи о странных явлениях и таинственных исчезновениях в этом районе, что вынудило власти эвакуировать местное население и возвести высокую 300-метровую стену вокруг Олимпийской зоны отчуждения. В течение следующих 30 лет зона расширялась по мере продолжения исследований аномальных событий, пока в конечном итоге из-за непредсказуемости и опасности не была изолирована и заброшена.
В 1998 году протагонист, называемый «Водителем» (англ. The Driver), случайно оказывается в зоне и находит старый универсал. Учёные Тобиас Барлоу, Фрэнсис Кук и доктор Офелия «Оффи» Тёрнер в переговорах по рации объясняют, что зона наполнена паранормальными аномалиями, одна из которых, «Отголосок» (англ. Remnant) под видом автомобиля, присоединилась к Водителю и медленно сводит его с ума. Чтобы избавиться от Отголоска, герою предстоит исследовать зону, найти источник «Массовой галлюцинации» и использовать его для нейтрализации Отголоска. После многочисленных событий, включая гибель Тобиаса, Водитель достигает источника, освобождается от Отголоска и возвращается в гараж Оффи, которая решает покинуть зону, оставив свои исследования Фрэнсису и Водителю.

## Разработка
После работы в таких студиях разработки видеоигр, как Sony Online Entertainment, Sucker Punch Productions и Oculus VR, Александр Дракотт в 2019 году основал базирующуюся в Сиэтле студию Ironwood Studios для создания собственных видеоигр. Концепция игры Pacific Drive пришла к нему во время поездки по полуострову Олимпик. Дракотт посчитал, что движение «по одинокой дороге в Тихоокеанском Северо-Западе под определённую мелодию из радиоприёмника может стать запоминающимся», и что это напомнило ему детство, проведённое в Портленде, штат Орегон. Начав разрабатывать прототип Pacific Drive, Дракотт рассматривал возможность работать в одиночку, но вскоре осознал необходимость собрать команду по мере роста концепции. Он начал собирать команду в начале пандемии COVID-19 в 2020 году, а в 2022 году они переехали в свой офис в Сиэтле.
Команда стремилась сделать взаимоотношения игрока с их автомобилем ключевым фактором игрового процесса. Ведущий гейм-дизайнер Сет Розен отмечал, что «состояние машины обычно лучше показывает, как идёт игра, чем здоровье самого персонажа». Они пытались создавать запланированные «формирующие характер» моменты для транспортного средства, но в итоге решили, что незапланированный игровой процесс ощущается более убедительно. Розен избегал элементов игр на выживание, которые считал раздражающими, таких как управление инвентарём и повторяющаяся добыча ресурсов — гриндинг. Команда разрабатывала врагов и события по отдельности, с простыми моделями поведения, с расчётом на интересные сценарии при взаимодействии. Они хотели, чтобы враги представляли серьёзную опасность, но при этом позволяли игроку творчески решать проблемы. Первоначальные эксперименты с врагами, управляемыми искусственным интеллектом, были отвергнуты из-за сложности предсказания их поведения во время вождения. Случайное генерирование игрового мира вдохновлено работой Дерека Ю над Spelunky и его последующей книгой для Boss Fight Books. Pacific Drive использует игровой движок Unreal Engine 4.
Игра Pacific Drive была анонсирована 13 сентября 2022 года во время презентации State of Play, где также был показан дебютный трейлер. Первоначально игру планировалось выпустить в 2023 году. Трейлер с игровым процессом был опубликован 9 февраля 2023 года. В июне Ironwood Studios объявила о партнёрстве с Kepler Interactive по изданию игры. В августе выход игры был перенесён на начало 2024 года, чтобы не допустить чрезмерной нагрузки команды. На PC Gaming Show в ноябре был показан сюжетный трейлер, раскрывший дату выхода игры — 22 февраля 2024 года.

## Критика
| Сводный рейтинг       | Сводный рейтинг |
| Агрегатор             | Оценка          |
| --------------------- | --------------- |
| Metacritic            | 78 из 100       |
| OpenCritic            | 79 %            |
| Иноязычные издания    |                 |
| Издание               | Оценка          |
| Eurogamer             | 4 из 5          |
| GameSpot              | 8 из 10         |
| GamesRadar+           | 3 из 5          |
| IGN                   | 7 из 10         |
| PC Gamer (US)         | 86 из 100       |
| Push Square           | 8 из 10         |
| Shacknews             | 9 из 10         |
| Русскоязычные издания |                 |
| Издание               | Оценка          |
| «НИМ»                 | 8,1 из 10       |
| VK Play               | 7 из 10         |

По данным агрегатора рецензий Metacritic, игра Pacific Drive получила «в целом положительные» отзывы от критиков. На OpenCritic 79 % рецензентов рекомендуют эту игру. Марк Делани из GameSpot назвал её одной из лучших игр года на момент обзора. А TJ Denzer из Shacknews охарактеризовал Pacific Drive как «одну из самых интересных игр в жанре выживания, в которую я когда-либо играл». В обзоре журнала «Навигатор игрового мира» было отмечено, что игра Pacific Drive, в отличие от S.T.A.L.K.E.R., явно основана на романе братьев Стругацких «Пикник на обочине» и верна его духу, особенно в изображении мира, наполненного непонятными и опасными аномалиями.
Кристофер Ливингстон из PC Gamer назвал универсал одним из лучших транспортных средств в видеоиграх, высоко оценив систему прочности. Стивен Тэйлби из Push Square посчитал, что техобслуживание автомобиля добавляло «отличное чувство прогресса». Denzer из Shacknews наслаждался возможностями кастомизации машины, хотя иногда находил управление ею необъяснимо неудобным. Некоторые рецензенты сочли процесс технического обслуживания избыточным и утомительным. Сара Туэйтс из IGN писала, что возможность «застрять с парадоксом, который вы не можете разгадать, действительно убивает динамику игры». Делани из GameSpot нашёл вождение более «увлекательным и приятным», чем в других играх.
Рецензенты сошлись во мнении, что игровой процесс Pacific Drive захватывающий, но часто фрустрирующий. Леон Харли из GamesRadar+ заявил, что из-за «несправедливых» случайных событий он прошёл игру «скорее обозлённым, чем окрылённым». Сара Туэйтс из IGN написала, что игре «часто не удаётся найти тонкую грань между увлекательностью и излишней запутанностью» из-за возложения на игрока слишком многих задач, в итоге отвлекающих от приятной атмосферы. Марк Делани из GameSpot нашёл игру «ненамеренно непонятной», но похвалил опции настроек по облегчению и доступности игры. Некоторые критики раскритиковали утомительный и сложный дизайн пользовательского интерфейса и управления. Крис Тапселл из Eurogamer посчитал, что интерфейс «должно быть, был частично намеренно задуман неудобным».
Denzer из Shacknews назвал Олимпийскую зону отчуждения отдельным персонажем игры, высоко оценив её красоту и цельность. Туэйтс из IGN похвалила проработанный мир и использование локаций Тихоокеанского Северо-Запада, но посчитала, что повторяющийся игровой процесс негативно сказывается на темпе повествования. Делани из GameSpot благоприятно сравнил аудиозаписи с подкастом Serial и отметил, что разнообразие музыки усиливает странность игрового мира. Харли из GamesRadar+ также счёл, что саундтрек усиливает атмосферу. Рецензенты похвалили «захватывающих» неигровых персонажей, а также дизайн и поведение врагов. Тэйлби из Push Square высоко оценил стилизованную графику, но раскритиковал нестабильную частоту кадров и длительные загрузки в версии для PlayStation 5.
К июлю 2024 года, по утверждению разработчика игры, продажи составили 600 000 экземпляров.